# Dustin Acres
Dustin Acres és una concentració de població designada pel cens dels Estats Units a l'estat de Califòrnia. Segons el cens del 2000 tenia 585 habitants.

## Demografia
Segons el cens del 2000, Dustin Acres tenia 585 habitants, 199 habitatges, i 161 famílies. La densitat de població era de 61,7 habitants/km².
Dels 199 habitatges en un 42,2% hi vivien nens de menys de 18 anys, en un 66,8% hi vivien parelles casades, en un 7% dones solteres, i en un 18,6% no eren unitats familiars. En el 15,6% dels habitatges hi vivien persones soles el 6% de les quals corresponia a persones de 65 anys o més que vivien soles. El nombre mitjà de persones vivint en cada habitatge era de 2,94 i el nombre mitjà de persones que vivien en cada família era de 3,25.
Per edats la població es repartia de la següent manera: un 32,8% tenia menys de 18 anys, un 7,4% entre 18 i 24, un 30,9% entre 25 i 44, un 21,2% de 45 a 60 i un 7,7% 65 anys o més.
L'edat mediana era de 33 anys. Per cada 100 dones de 18 o més anys hi havia 104,7 homes.
La renda mediana per habitatge era de 50.203 $ i la renda mediana per família de 51.689 $. Els homes tenien una renda mediana de 51.149 $ mentre que les dones 30.795 $. La renda per capita de la població era de 23.929 $. Entorn del 4,7% de les famílies i el 7% de la població estaven per davall del llindar de pobresa.

## Poblacions més properes
El següent diagrama mostra les poblacions més properes.